# 동티모르의 로마 가톨릭교회
동티모르의 로마 가톨릭 교구는 3개이다.

## 교구
- 바우카우 교구(Diocese of Baucau)
- 딜리 교구( Diocese of Díli)
- 말리안나 교구(Diocese of Maliana)